# Xiuwu
Xiuwu (chinesisch 修武县, Pinyin Xiūwǔ Xiàn) ist ein Kreis in der chinesischen Provinz Henan. Er gehört zum Verwaltungsgebiet der bezirksfreien Stadt Jiaozuo. Der Kreis hat eine Fläche von 667,2 km² und zählt 255.500 Einwohner (Stand: Ende 2018). 
Die Stätte des Dangyangyu-Brennofens, die Pagode des Shengguo-Tempels  und die Pagode des Baijia-Tempels stehen seit 2006 auf der Liste der Denkmäler der Volksrepublik China.